# آرثر درايفر
آرثر درايفر (بالإنجليزية: Arthur Driver)‏ هو مهندس أسترالي، ولد في 25 نوفمبر 1909 في ألباني في أستراليا، وتوفي في 18 مايو 1981.